# Maria Sotskova
Maria Romanovna Sotskova (russe : Мария Романовна Сотскова), née le 12 avril 2000 à Reoutov, est une patineuse artistique russe.

## Biographie

### Carrière sportive
Maria Sotskova remporte la finale junior du Grand Prix ISU en 2014. En 2016, elle termine deuxième de la finale junior du Grand Prix ISU, remporte la médaille d'argent des Jeux olympiques de la jeunesse d'hiver et la médaille d'argent des Championnats du monde juniors.
Elle est deuxième de la finale du Grand Prix ISU 2017-2018.
Le 8 juillet 2020 elle annonce sur son compte Instagram qu'elle met fin à sa carrière.
Plus de deux mois après sa retraite, elle est suspendue 10 ans par l'Agence antidopage russe pour avoir falsifié un certificat médical pour expliquer une violation de dopage. Il a été rapporté plus tard que Sotskova utilisait le furosémide, un diurétique interdit. La Fédération russe de patinage artistique a rendu son verdict en mars 2021 sur la base de la décision de la RUSADA de disqualifier Sotskova jusqu'au 5 avril 2030, antidatant le début de son interdiction à avril 2020.

## Palmarès
| Compétition                                                                         | 2015    | 2016    | 2017    | 2018    | 2019    | 2020    |  |  |  |  |  |  |  |  |
| Jeux olympiques d'hiver                                                             |         |         |         | 8e      |         |         |  |  |  |  |  |  |  |  |
| Championnats du monde                                                               |         |         | 8e      | 8e      |         | CA      |  |  |  |  |  |  |  |  |
| Championnats d’Europe                                                               |         |         | 4e      | 4e      |         |         |  |  |  |  |  |  |  |  |
| Championnats de Russie                                                              | 6e      | 5e      | 3e      | 2e      | 16e     | F       |  |  |  |  |  |  |  |  |
| Championnats du monde juniors                                                       | 5e      | 2e      |         |         |         |         |  |  |  |  |  |  |  |  |
|                                                                                     |         |         |         |         |         |         |  |  |  |  |  |  |  |  |
| Grand Prix ISU                                                                      | 2014/15 | 2015/16 | 2016/17 | 2017/18 | 2018/19 | 2019/20 |  |  |  |  |  |  |  |  |
| Finale du Grand Prix                                                                |         |         | 5e      | 2e      |         |         |  |  |  |  |  |  |  |  |
| Skate Canada                                                                        |         |         |         | 2e      |         |         |  |  |  |  |  |  |  |  |
| Trophée de France                                                                   |         |         | 2e      | 2e      | 7e      | 11e     |  |  |  |  |  |  |  |  |
| Trophée NHK                                                                         |         |         | 3e      |         | 9e      |         |  |  |  |  |  |  |  |  |
| Légende : F = Forfait ; CA = Compétition annulée à cause de la pandémie de Covid-19 |         |         |         |         |         |         |  |  |  |  |  |  |  |  |